# Маврикий (остров)
Маври́кий (англ. Mauritius, фр. Île Maurice) — остров в западной части Индийского океана. Основная часть Республики Маврикий, столица которого — город Порт-Луи. Население острова — 1 245 288 человек (2010).

## География

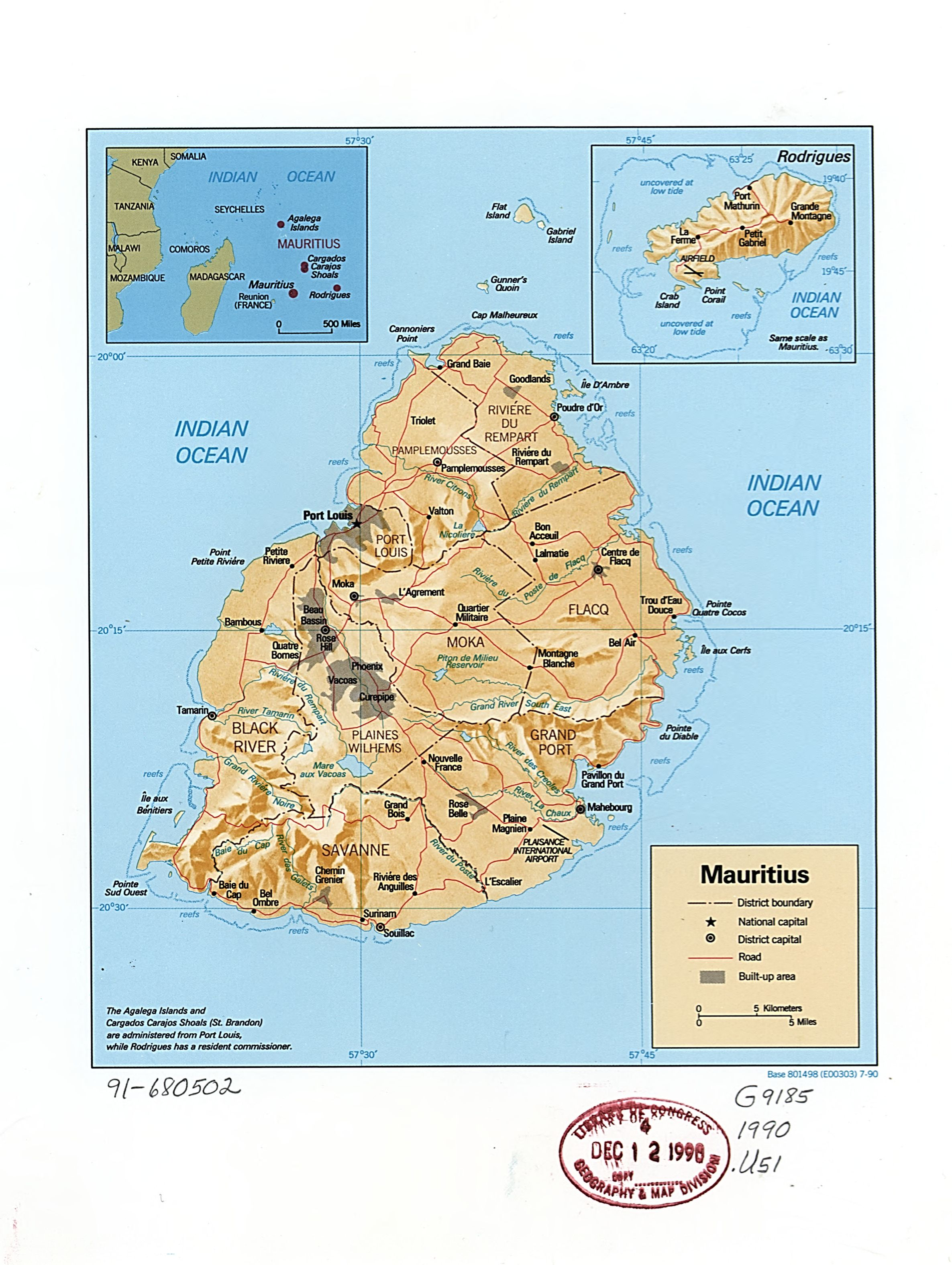
Карта Маврикия с указанием административных районов

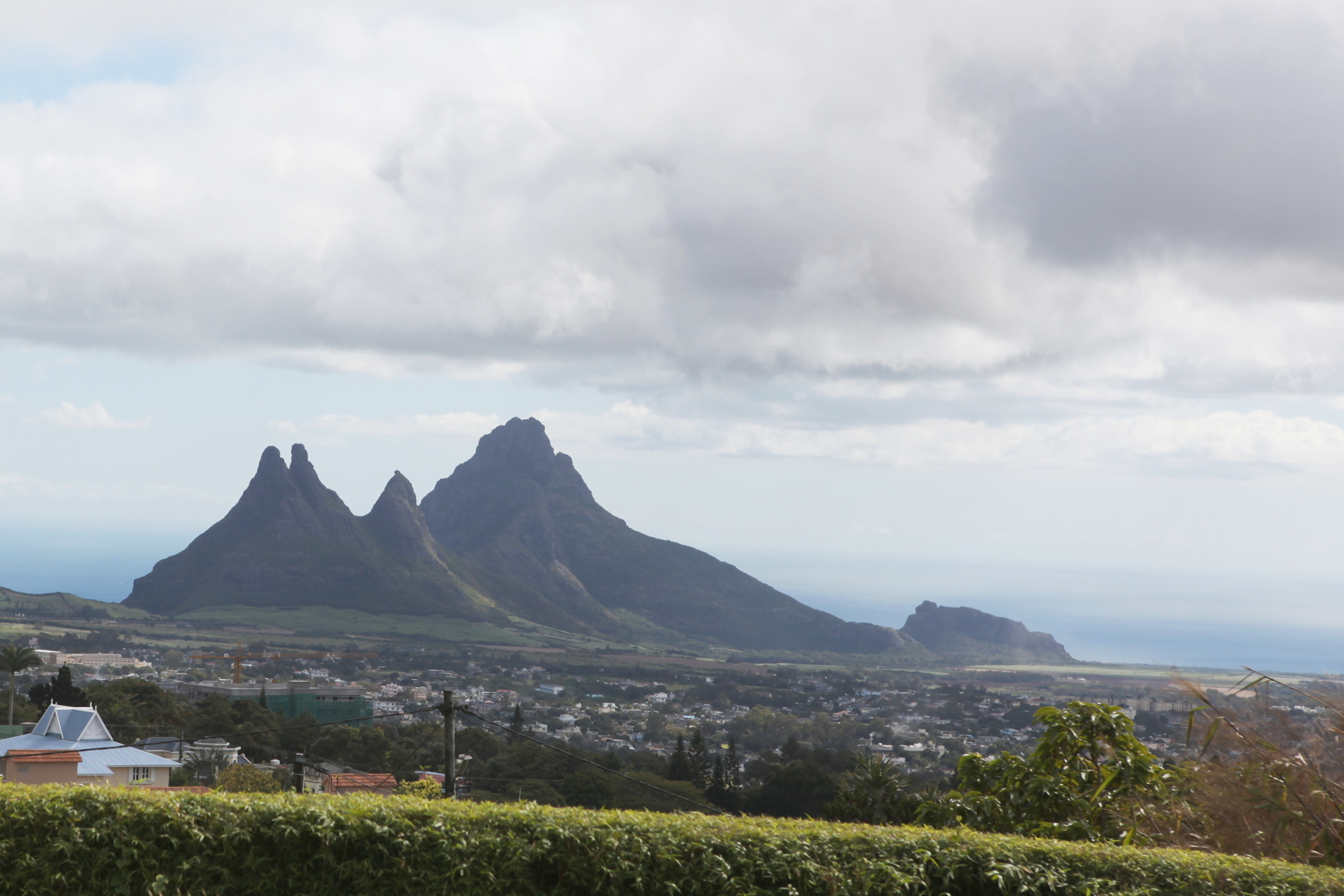
Остров Маврикий

Остров Маврикий входит в состав Маскаренских островов; окружён коралловыми рифами. Территория острова составляет 1865 км². Большую часть острова занимает почти плоская возвышенность. Наивысшая точка — гора Петит-Ривьер-Нуар (826 м). 

## Климат
Климат тропический морской. Среднемесячная температура февраля составляет 23 °С, августа — 19 °С. Среднегодовое количество осадков распределено неравномерно — от 1500 мм (в горных районах) до 5000 мм (на прибрежных равнинах). В декабре-марте на территории острова наблюдаются ураганные ветры, ливневые дожди и наводнения.

## Фауна и флора
Около трети территории острова занимают тропические леса. Имеется разнообразная фауна, в том числе эндемичные виды (муравьи Nesomyrmex gibber и Proceratium avium, паук Nephilengys dodo, жук Acylophorus mauritianus и другие). Насаждения караской сосны и эвкалиптов, на побережье — рощи кокосовой пальмы, вдоль пляжей — посадки казуарины, а на протяжении всего восточного побережья — мангары.

## История
Остров Маврикий был открыт в X веке арабами и получил название Дина Ароби. В начале XVI века на нём высадились португальцы во главе с Диогу Фернандишем Перейрой и назвали его Сишна, по имени одного из португальских кораблей. В 1598 году была начата его колонизация голландцами. Остров получил название по латинской форме имени Морица Оранского.
Маврикий был предметом борьбы колониальных держав: остров в разное время принадлежал Португалии (1507—1513), Нидерландам (1598—1710), Франции (1710—1810) и Британской Империи (1810—1968), после чего обрёл независимость.